# Geilermanns Töchter – Wenn Mädchen mündig werden
Geilermanns Töchter – Wenn Mädchen mündig werden (auch bekannt als Wenn Mädchen mündig werden) ist ein deutscher Erotikfilm aus dem Jahr 1973.

## Handlung
In einem bayerischen Gasthof tauschen Stammgäste und bierliebende Männer an der Bar ihre jeweiligen sexuellen Erfahrungen mit den Frauen des Dorfes aus. Es werden mehrere kurze und nicht zusammenhängende Geschichten erzählt, die sich sowohl mit ehelichen als auch mit jugendlichen Beziehungen beschäftigen.

## Kritik
„Produkt aus der Brummer-Sexfilmfabrik, ohne eigentliche Handlung: Die Bewohner einer Kleinstadt beschäftigen sich ausschließlich mit dem, was in Filmen dieser Art als Liebe bezeichnet wird.“